# برنامج الصحافة الصيفية بجامعة برينستون
برنامج الصحافة الصيفية بجامعة برينستون (SJP) هو برنامج صيفي مدفوع التكاليف بالكامل من جامعة برينستون لارتفاع سن المدرسة الثانوية في جميع أنحاء البلاد من ذوي الدخل المنخفض. تأسس البرنامج في عام 2002 على يد أربعة محررين سابقين كان من بينهم «ديلي برينستون». ومن بين المديرين المؤسسين رئيس التحرير السابق لمجلة ديلي برينستون، ريتشارد جاست (خريج الفص الدراسي 2001)، والمحرر السابق لذا نيو ريببلك مايكل كويك، وجريجوري مانسيني وريتش توكر.
يعتبر البرنامج انتقائي للغاية ومفتوح للطلاب المتميزين المهتمين بالصحافة. خرّج البرنامج منذ تأسيسه حوالي 200 من الخريجين الذين ذهبوا لمتابعة الصحافة في رابطة أيفي وغيرها من المدارس الانتقائية للغاية بما في ذلك مدرسة برينستون. كما حصل الخريجون على وظائف أو تدريبات داخلية في نيويورك تايمز، ونيوزويك، وميامي هيرالد، ونيويورك ديلي نيوز، وهيئة الإذاعة الوطنية وسي بي إس، من بين منافذ أخرى.

## تاريخ البرنامج
تم تأسيس برنامج الصحافة الصيفية لجامعة برينستون تحت اسم «برنامج ديلي برينستون لطلاب الصحافة الصيفية لعام 2001» تقديرًا لإنشاء البرنامج من قبل محرري «برينستون» المُتخرجين عام 2001. وفي عام 2006، شاركت في شراكة مع جامعة برينستون، ثم تغير اسمه.
وفي 11 نوفمبر 2009، تم تكريم مديري البرنامج بجائزة «نمور الأسبوع» من قبل خريجي برينستون الأسبوعي. كما تم منح مديري البرامج جائزة خريجي برينستون للخدمة المجتمعية في مايو 2007.
وفي كانون الثاني / يناير 2008، كتب ريتشارد جاست مقالاً عن البرنامج في صحيفة واشنطن بوست بعنوان صحفيي المدرسة العليا الأحرار "Unmuzzling High School Journalists".
أثار إنشاء البرنامج سلسلة من المقالات التي كتبت عن العرق في الحرم الجامعي، والنشرة الأخيرة التي تدرس التنوع داخل غرفة الأخبار فيذا ديلر برينستون.

## روابط خارجية
- The Princeton University Summer Journalism Program
- The Daily Princetonian
- Tigers of the Week
- 2002 Daily Princetonian Article: "Summer journalism program draws minorities to campus"
- 2005 Princeton Weekly Bulletin Article: "A once fledgling camp has grown"
- 2006 Princeton Weekly Bulletin Article: "Aspiring journalists learn the ropes from Princeton mentors"
- 2008 Washington Post article: "Unmuzzling High School Journalists"